# Родионов, Николай Тимофеевич
Николай Тимофеевич Родионов (1907 — ?) — советский футболист, защитник.
В начале карьеры играл за команду клуба «Просвещение трудящихся» (позже — завода «Красный Пролетарий»). Затем выступал за московские клубы «Серп и Молот»/«Металлург» (1936—1938), «Крылья Советов» (1939—1940), «Профсоюзы-2» (1941). В чемпионате СССР в 1937—1938, 1940 годах сыграл 51 матч, в аннулированном чемпионате 1941 года — два матча. Бронзовый призёр 1938 года, вошёл в список «55 лучших футболистов страны» под 3 номером.
В первой половине 1946 года — старший тренер клуба «Крылья Советов» Молотов.